# ABC News
ABC News — новостное подразделение вещательной сети Американской телерадиовещательной компании (ABC) группы компаний Walt Disney Television. Его флагманская программа — ежедневный вечерний выпуск новостей ABC World News Tonight с Дэвидом Мьюри; среди других программ — утреннее ток-шоу Good Morning America, Nightline, Primetime и 20/20, а также утренняя воскресная политическая программа This Week с Джорджем Стефанопулосом.
В дополнение к телевизионным программам подразделение ABC News также имеет радио- и цифровые каналы вещания, в том числе ABC News Radio и ABC News Live, а также различные подкасты, ведущиеся представителями ABC News.

## История
ABC начала свою деятельность в 1943 году как NBC Blue Network, радиосеть, которая была выделена из NBC по приказу Федеральной комиссии по связи (FCC) в 1942 году. Причиной приказа было расширение конкуренции в сфере радиовещания в Соединенных Штатах, в частности новостного и политического вещания. Лишь несколько компаний, таких как NBC и CBS, доминировали на радиорынке. NBC произвела разделение добровольно.
7 августа 2014 года ABC объявила, что 1 января 2015 года возобновит работу своего подразделения радиосети, ABC Radio. ABC Radio была переименована в ABC Audio, поскольку сеть эволюционировала, предлагая портфолио подкастов и другие формы линейного контента по запросу.

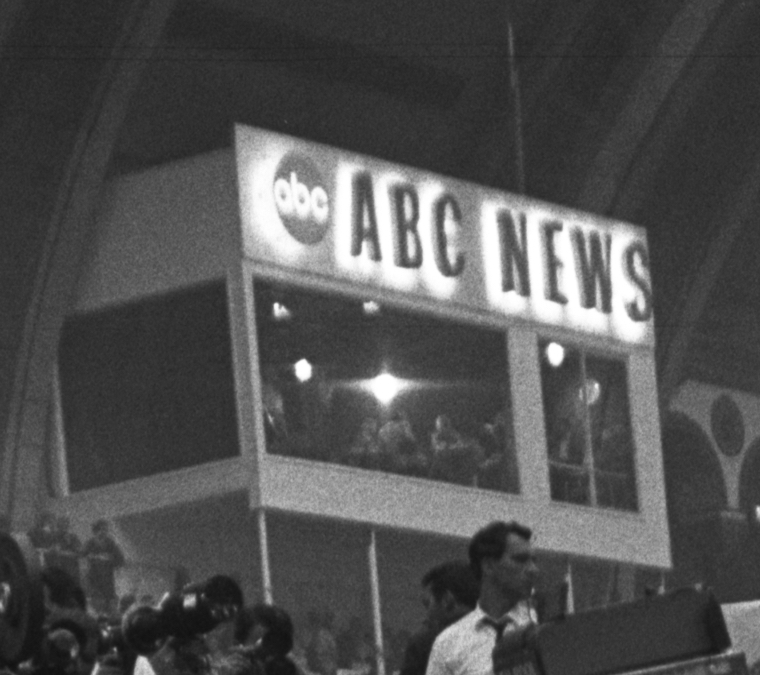
ABC News 1964

В опросе Simmons Research, проведенном в октябре 2018 года среди 38 новостных организаций, ABC News заняла второе место среди новостных организаций, которым американцы доверяют больше всего, после The Wall Street Journal.
Так-же с 2013 по 2018-ый год должность главного иностранного корреспондента вещательной сети занимал Терри Моран.

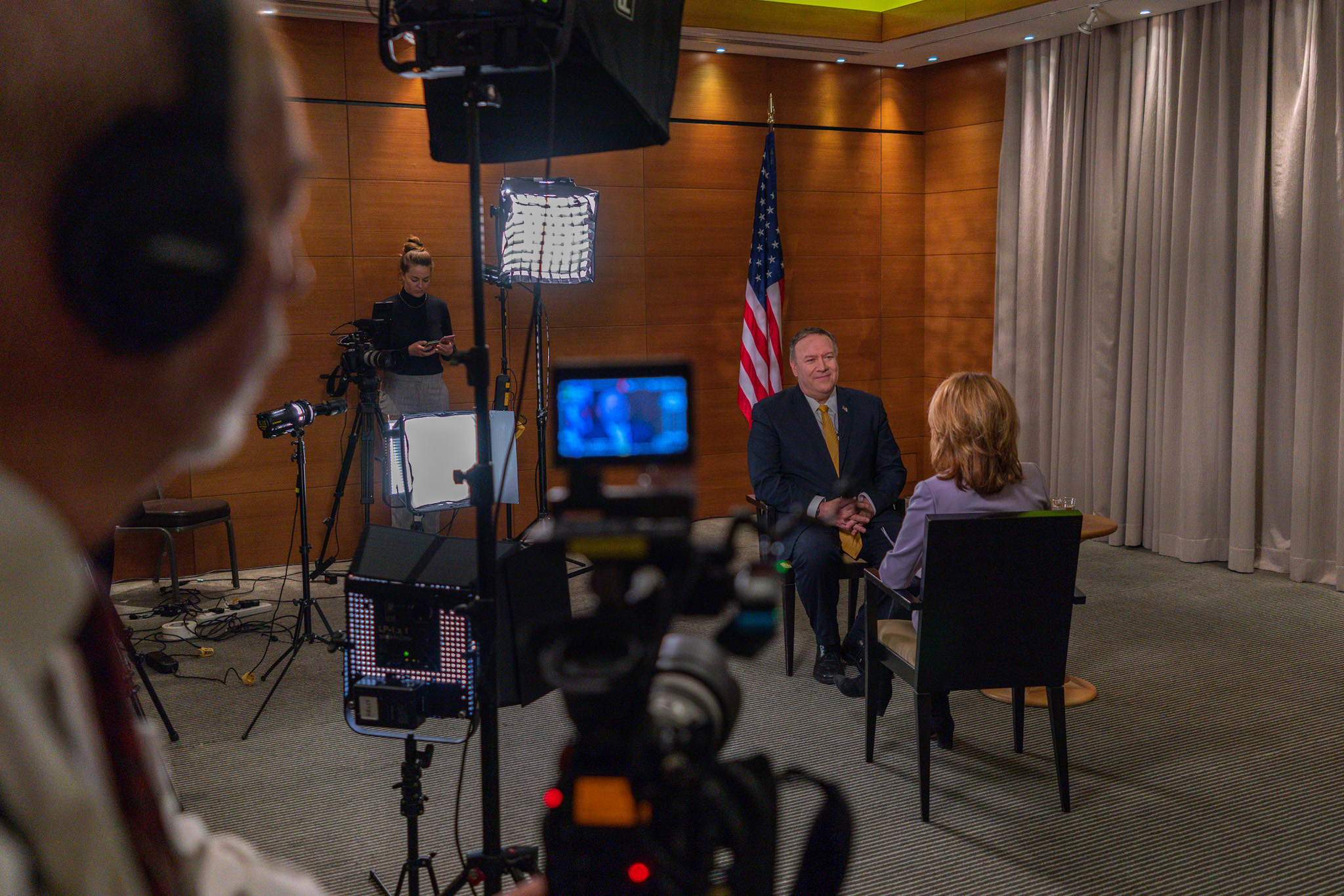
Госсекретарь Помпео участвует в интервью ABC News

## Примечания

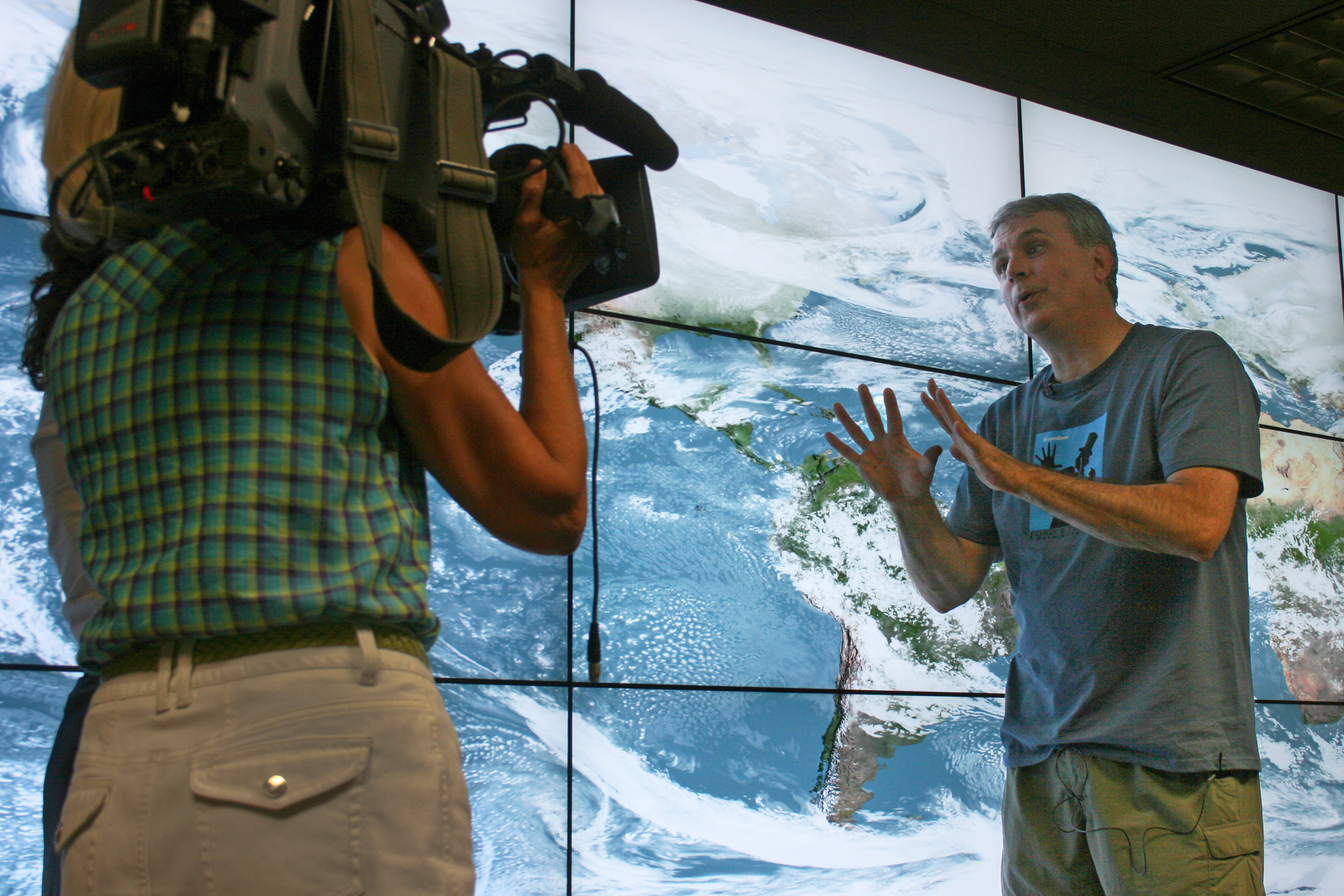
Интервью Дэвида Адамека ABC News